# Ackreditering

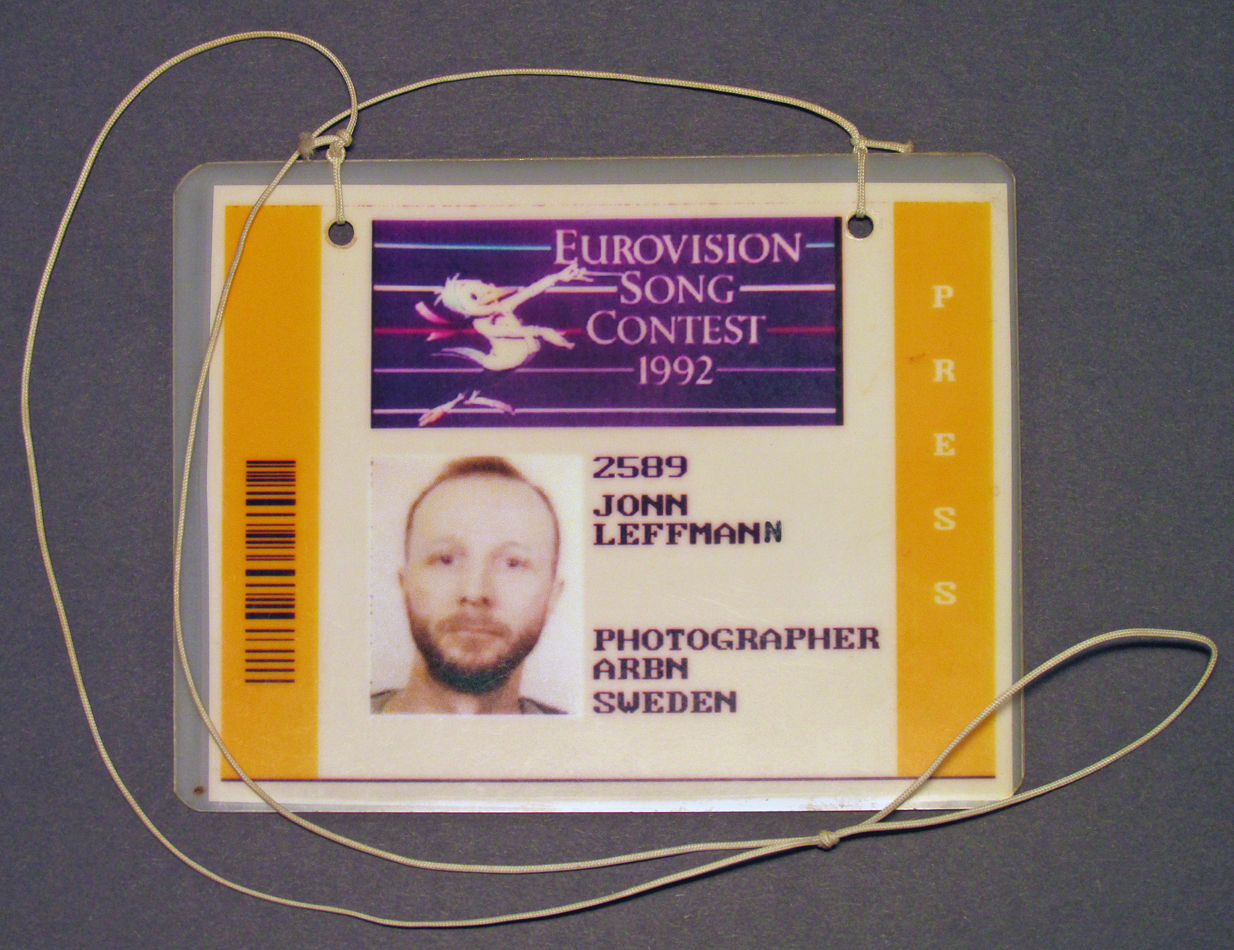
Ett typiskt ackrediteringskort för fotograf eller journalist, bärs som regel i ett snöre runt halsen.

Ackreditering är ett bemyndigande eller befullmäktigande att utföra en viss uppgift. Begreppet används inom en mängd olika områden. Några exempel:
- Vid en ackreditering överlämnar en nyligen utsedd ambassadör ett kreditivbrev till statschefen i den stat han/hon är ambassadör till. Därmed har han/hon tillträtt sin befattning.

- Ackreditering (kvalitetssäkring). SWEDAC och andra ackrediteringsorgan prövar kompetens och rutiner hos verksamheter som utför analys, provning, kalibrering, certifiering, kontroll och besiktning. Om resultatet är godkänt ackrediterar de verksamheten. Ackrediteringen är ett bevis på att aktuella kvalitetskrav uppfylls och kontrolleras regelbundet enligt fastställda intervaller på mellan 12 och 16 månader.[1]

- Ackreditering är den process där journalister och andra från massmedia kan ges tillträde till evenemang där deltagarantalet eller tillträdet är begränsat.

- Ackreditering är ett begrepp inom den svenska Försvarsmakten som godkänner ett IT-system ur IT-säkerhetssynpunkt.

## Ackreditering (kvalitetssäkring)
Ackreditering (kvalitetssäkring) är en prövning av kompetens, rutiner och metoder så att alla kvalitetskrav uppfylls enligt viss standard och kontrolleras regelbundet. Vilken standard som ska uppfyllas beror på vad det är som ska ackrediteras. Bland annat ackrediteras bilbesiktningsföretag, laboratorier och certifieringsorgan, det vill säga organisationer som på något sätt utför prover och analyser. Genom ackreditering säkerställs kvaliteten på proverna och analyserna på ett opartiskt och oberoende sätt. 

### Ackreditering i Sverige
I Sverige är Swedac, Styrelsen för ackreditering och teknisk kontroll, utsedd av regeringen att vara nationellt ackrediteringsorgan.
Det är bara en juridisk person, det vill säga ett företag eller en organisation, som kan ackrediteras. Företaget eller organisationen blir genom ackreditering berättigad att utföra en viss uppgift. I ackreditering ingår också en regelbunden kontroll, för att se till att organisationen fortfarande upprätthåller den aktuella standarden.

### Ackreditering internationellt
Medlemsland i EU får ha högst ett ackrediteringsorgan. På europanivå finns organisationen EA, European co-operation for Accreditation. EA står bland annat för ett avtal som innebär att olika ackrediteringsorgan inom Europa kvalitetssäkrar varandra. 
På internationellt plan finns även ILAC, International Laboratory Accreditation Cooperation, och IAF, International Accreditation Forum. ILAC ackrediterar laboratorier och kontrollorgan och IAF ackrediterar certifieringsorgan. 
EA, ILAC och IAF har alla avtal som innebär att man jämställer den provning, kontroll och certifiering som sker under ackreditering i de länder som ingått avtalen. 

### Olika typer av ackreditering
Viss ackreditering är obligatorisk, exempelvis den för bilbesiktningsföretag. Det betyder att Swedac kontrollerar att bilbesiktningsföretaget följer alla standarder och har rätt kompetens. Är bilbesiktningsföretaget inte ackrediterat får det inte besikta bilar. Annat som berörs av obligatorisk ackreditering är: 
- hissbesiktningsföretag
- järnvägsföretags riskhanteringsprocesser
- laboratorium som kontrollerar utsläpp från industriskorstenar
- certifiering av energikartläggning hos stora företag
- kontroller av återföring av bensinångor [10]
- arbete med trycksättning av gas.[11]

Det finns också frivillig ackreditering, som en organisation kan söka för att visa sin kompetens inom ett område. Ackreditering fungerar då som en kvalitetsstämpel. Frivillig ackreditering kan dock ibland krävas från en organisations kunder. Exempelvis kan kunden ställa miljökrav på sina underleverantörer. Bland annat går det att ackreditera:
- äldrevård, certifiering av process gällande kvalitet inom omsorg, service och omvårdnad
- hälso- och sjukvård, certifiering av ledningssystem för kvalitet i hälsa- och sjukvård[13]
- medicinska laboratorier
- kalibreringslaboratorier
- certifiering av ledningssystem för kvalitet, miljö, energi, m.m.

### Ackrediteringsmärket

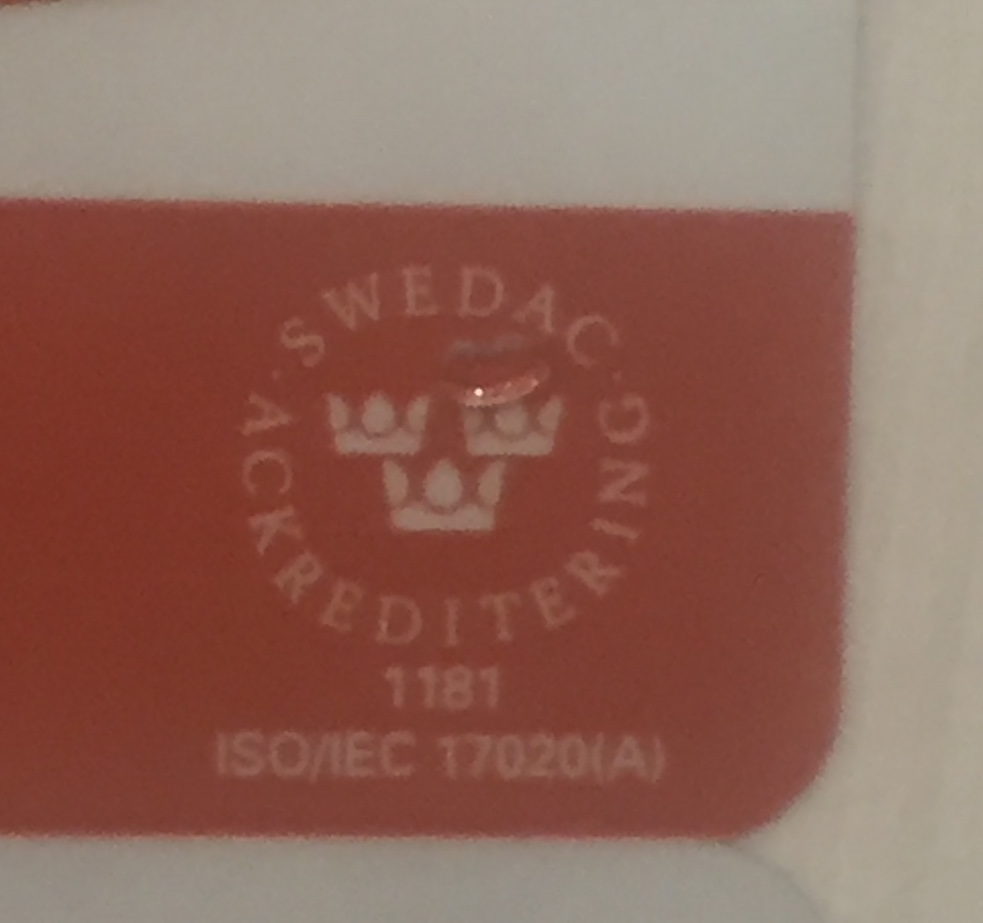
Swedacs ackrediteringsmärke

Organisationer som är ackrediterade av Swedac får använda sig av deras ackrediteringsmärke, som innebär att organisationen godkänts enligt gällande standard. Ackrediteringsmärket är unikt och innehåller organisationens ackrediteringsnummer eller beteckningen för vilken standard den gäller. Swedacs ackrediteringsmärke består av tre kronor med texten ”Swedac Ackreditering” runt.  Bland annat ska märket gå att hitta i hissar. 